# Timothy Bradley
Timothy Bradley est un boxeur américain né le 29 août 1983 à Palm Springs, Californie.

## Carrière
Il devient champion du monde des poids super-légers WBC le 10 mai 2008 en battant aux points Junior Witter puis conserve sa ceinture le 13 septembre 2008 de nouveau aux points face à Edner Cherry.
Le 4 avril 2009, il remporte au Centre Bell de Montréal le combat de réunification l'opposant à son compatriote Kendall Holt (victoire aux points malgré deux knocks down subis aux 1er et 12e rounds) et s'empare ainsi de la ceinture WBO,. Il est cependant destitué par la WBC le 28 avril 2009 pour avoir préféré défendre sa ceinture WBO contre Nate Campbell plutôt que d'affronter son challenger officiel, Devon Alexander.
Le 1er août, il bat au 3e round Campbell et conserve ainsi son titre WBO (le résultat sera changé en un sans décision le 24 août, Campbell étant ouvert à l'arcade à la suite d'un choc de têtes). Il récidive le 12 décembre 2009 en dominant aux points Lamont Peterson, invaincu jusque-là en 27 combats, puis s'empare de la ceinture WBC aux dépens d'Alexander le 29 janvier 2011.
En juillet 2011, la WBC, sans retirer son titre à Bradley, le déclare champion en repos ce qui autorise la tenue d'un nouveau combat de championnat du monde dont Erik Morales sort vainqueur le 17 septembre 2011 face à Pablo Cesar Cano. L’américain affronte finalement le cubain Joel Casamayor le 12 novembre 2011 au MGM Grand de Las Vegas pour le titre WBO. Il l'emporte par jet de l'éponge au 8e round.
Le 9 juin 2012, il s'empare du titre WBO des poids welters après s'être imposé aux points contre Manny Pacquiao au terme d'un combat pourtant dominé par le philippin puis bat également de peu Ruslan Provodnikov le 16 mars 2013 et Juan Manuel Marquez le 10 octobre 2013. Il perd finalement ce titre WBO le 12 avril 2014 en s'inclinant aux points face à Manny Pacquiao lors de leur combat revanche avant de le remporter une seconde fois le 7 novembre 2015 après sa victoire par arrêt de l'arbitre au 9e round contre Brandon Rios.
Deux mois après avoir laissé la ceinture WBO vacante, Bradley perd à nouveau aux points contre Pacquiao après avoir subi deux knock downs aux 7e et 9e rounds le 9 avril 2016.

## Distinction
- Timothy Bradley est membre de l'International Boxing Hall of Fame depuis 2023.